# Bert van Oers
Bert van Oers (Etten-Leur, 17 november 1951) is bijzonder hoogleraar cultuurhistorische Onderwijspedagogiek aan de Vrije Universiteit in Amsterdam. 

## Biografie
Van Oers studeerde psychologie aan de universiteit van Utrecht bij professor Carel van Parreren (afgestudeerd in 1977). Hij specialiseerde zich daar in de onderwijsleertheorie, ontwikkelingspsychologie, curriculum theorie, onderwijstheorie met betrekking tot reken-/wiskundeonderwijs, geletterdheid, en kunstzinnige vorming. Sinds het midden van de jaren zeventig specialiseerde hij zich vooral in de theoretische oriëntatie van de cultuurhistorische theorie (Vygotskij, Leont'ev). 
Sinds 1977 is Bert van Oers staflid van de vakgroep Pedagogiek aan de Vrije Universiteit te Amsterdam. Onder supervisie van professor Jacques Carpay schreef Van Oers zijn proefschrift 'Activiteit en Begrip' (1987). Sinds 2004 is Van Oers bijzonder hoogleraar Cultuurhistorische Onderwijspedagogiek aan de afdeling Onderwijswetenschappen, Faculteit der Gedrags- en Bewegingswetenschappen van de Vrije Universiteit Amsterdam. Sinds 2017 is van Oers emeritus.
Vanaf de jaren '80 is van Oers betrokken bij de uitwerking, implementatie en evaluatie van het onderwijsconcept "Ontwikkelingsgericht Onderwijs" in Nederland.
In 2003 ontving van Oers een eredoctoraat van de Universiteit van Jyväskylä (Finland), vanwege zijn wetenschappelijke en praktische bijdragen aan onderwijsvernieuwingen, in het bijzonder voor wat betreft het jonge kind.
Op 30 oktober 2019 verzorgde van Oers zijn afscheidsrede aan de Vrije Universiteit Amsterdam, getiteld 'Sporen van vooruitgang. Reflectie op de bonte ontwikkeling van de Onderwijspedagogiek in Nederland'. Tijdens zijn afscheid ontving hij de bundel 'Bert van Oers. Verhalen over een dwarsdenker' uit handen van de voorzitter van de Academie voor Ontwikkelingsgericht Onderwijs, Bea Pompert.